# 魚拓と成瀬のツキとスッポンぽん
魚拓と成瀬のツキとスッポンぽん（ぎょたくとなるせのつきとすっぽんぽん）は、2014年9月7日から2023年10月15日までパチ・スロ サイトセブンTVで放送されたパチンコ・パチスロ番組。略称は「ツキスポ」。

## 概要
パチスロ（大当たり）とエロ（女の子のスッポンポン）の融合を目指すパチンコ・パチスロ番組で、2014年8月24日に1時間の特番として放送され、翌月7日より30分のレギュラー番組となった。
初回放送は毎週日曜日の23:30 - 24:00だったが、2022年12月（#431）より隔週での放送（放送時間は変わらず）に変更された。
木村魚拓と成瀬心美が特定機種（#77より投資金額が2万円を超えたら他機種への移動が可能）で出玉勝負。基本はパチスロだが、パチンコでの対決も行われる。木村が勝てば、成瀬おすすめの“むふふ女優”の「むふふな撮影会」が開催され、木村（木村が負けた場合は成瀬と助っ人）が撮影した写真が視聴者にプレゼントされる。
途中、若干のリニューアルが行われ、#124から投資金額の制限なくなり他機種への移動が可能となり、木村が勝てばプチプチ越しでむふふ女優の生着替えが見られ、成瀬が勝てば木村が罰ゲーム（内容はあみだくじで決める）を受けることになった。また、#157以降は機種選択がほぼ自由になり、対決はパチスロとパチンコが交互に行われる。
2023年10月1日（#452）の放送で、同回と次回での対決をもって番組が終了することを発表。最終対決は、助っ人もゲストもなしでの魚拓と成瀬のタイマン対決となり、魚拓が勝てば成瀬の水着姿の写真を視聴者プレゼント、成瀬が勝てば出玉が2倍になるという特別ルールで行われた。

## 出演者
- 木村魚拓（パチスロライター）
- 成瀬心美（タレント）
- 助っ人 - パチスロ・パチンコの素人である成瀬のサポート役として女性パチスロ・パチンコライターが出演。スピンオフ番組『ガチスポ!』（後述）放送時は番組内の対決で助っ人を決めていた。
  - 朝比奈ユキ - 特番と番組初期のレギュラー助っ人で「ゴボウ」とも呼ばれていた。#44を最後に出演を控えていたが#91で復帰。
  - 河原みのり - #13 - #16に出演
  - 矢部あきの - #17で初出演。ゴールデン特番（後述）での敗北で準レギュラーを外されるが#99で復帰
  - 矢部あや - #39で初出演。当初は実妹の矢部あきのと出演することもあった
  - 東條さとみ - ゴールデン特番での勝利で矢部あきのに代わり準レギュラーとなり#81で初出演
  - 美咲 - #93で初出演
  - 政重友紀（現 政重ゆうき） - #102で初出演
  - 麗奈 - #114,#115に出演
  - 桜キュイン - #122で初出演
  - るる - #126で初出演
  - 鈴虫君 - #136,#137に出演。『ガチスポ』（後述）のMC担当回に出演した女性ライター全員が『ツキスポ』の収録に参加できないことが判明したためMCの責任として初の男性助っ人となる
  - りんか隊長 - #138で初出演
  - ドラ美 - #144で初出演
  - 大水プリン - お試し助っ人として#356で初出演
  - 岡田ちほ - お試し助っ人として#360で初出演
  - 原口つづく - お試し助っ人として #364で初出演
  - ほしのしほ - #394で初出演
  - 山田桃太郎 - #410で初出演。

## ゴールデン特番
サイトセブンTVのサービス開始10周年記念特番の第4弾として『魚拓と成瀬のツキとGとスッポンぽん theゴールデン! マジでレギュラー欲しいやつ、かかってこいやSP!』が、2015年12月31日の19:00 - 21:00（初回放送）に放送。
新たな助っ人を求め、公開オーディションを開催。ライター、むふふ女優、芸人に準レギュラーの矢部あや・あきの姉妹を加え、面接やゲームや実戦のほか魚拓と成瀬による無茶振りなどでキャラクターや実力を審査。ツキスポ出演権をかけての戦いが繰り広げられた。
パチスロ部門は「くり」「東條さとみ」「矢部あきの」「近藤郁美」「中武一日二膳」、パチンコ部門は「愛可くるみ」「政重友紀（現 政重ゆうき）」「木村オタク」「大槻ひびき」「矢部あや」の計10名がオーディションに参加。

スロット部門は東條さとみと矢部あきの、パチンコ部門は大槻ひびきと矢部あやが決勝に残り、東條さとみと矢部あやがそれぞれ勝利し助っ人としての出演権を獲得した。

## スピンオフ番組
番組の人気向上を受けスピンオフ番組が立ち上がった。
- 『ガチスポ! 〜ツキスポ出演権争奪ガチバトル〜』（2016年5月 - 2017年8月、第2・4土曜日 22:00 - 23:00→毎週木曜日 21:30 - 22:00）
  - 成瀬の助っ人としての出演を目指すライターが、スロットとパチンコそれぞれでバトルを繰り広げ、各々の勝者は翌月の『ツキスポ』と『ガチスポ』の出演権を得ることができる。

- 『魚拓と成瀬の旅スポ』（2016年6月4日、22:00 - 23:00）
  - いつも対決している魚拓と成瀬が大阪を旅し、ノリ打ちするという特番。

## イベント
サイトセブンTV開局10周年とロフトプラスワン20周年を記念してのイベント『魚拓と成瀬のツキスポNIGHHT』が2015年11月27日に開催。魚拓と成瀬による番組を振り返っての思いや裏話などのトークや、ゲスト（中武一日二膳、矢部あきの、大槻ひびき）を交えてのむふふトークなどが行われた。

2016年4月1日に第2弾として『魚拓と成瀬のツキスポNIGHT Vol.2 大阪編』（ゲスト:Maika、矢部あきの）がロフトプラスワンWESTで、同年11月18日に第3弾として『魚拓と成瀬のツキスポNIGHT Vol.3』（ゲスト:鈴虫くん、矢部あきの、東條さとみ、朝比奈ユキ、ドンファン池田）がロフト9で開催された。

## スタッフ
- ナレーター:平井吉秀
- 構成:福岡ナヲト
- 演出:上原英範
- 演出補:川野直輝
- 技術:J-crew
- 音響効果:加藤博紀
- プロデューサー:布藤淳之介、谷村司
- MA:ジーリンクスタジオ
- 制作:Qurie、ATTRACTIVE MEDIA PARTNERS
- 製作著作:ダイコク電機株式会社